# Ronde van Lombardije 1979
De Ronde van Lombardije 1979 was de 73e editie van deze eendaagse Italiaanse wielerwedstrijd, en werd verreden op zaterdag 13 oktober 1979. Het parcours leidde van Milaan naar Como en ging over een afstand van 249 kilometer. 
De Fransman Bernard Hinault won de sprint a deux.

## Uitslag
| Ronde van Lombardije 1979 |                        |                       |          |
| Plaats                    | Naam                   | Ploeg                 | Tijd     |
| Winnaar                   | Bernard Hinault        | Renault               | 6u13'25" |
| 2                         | Silvano Contini        | Biranchi-Faema        | z.t.     |
| 3                         | Ludo Peeters           | Inoxpran              | + 3' 20" |
| 4                         | Jean-Luc Vandenbroucke | Peugeot-Esso          | z.t.     |
| 5                         | Ronald De Witte        | Sanson                | z.t.     |
| 6                         | Ludo Peeters           | Ijsboerke-Warncke Eis | z.t.     |
| 7                         | Alessandro Pozzi       | Bianchi-Faema         | z.t.     |
| 8                         | Palmiro Masciarelli    | Sanson                | + 4' 22" |
| 9                         | Alfio Vandi            | Magniflex             | z.t.     |
| 10                        | Hennie Kuiper          | Peugeot-Esso          | + 4' 27" |

1905 · 1906 · 1907 · 1908 · 1909 · 1910 · 1911 · 1912 · 1913 · 1914 · 1915 · 1916 · 1917 · 1918 · 1919 · 1920 · 1921 · 1922 · 1923 · 1924 · 1925 · 1926 · 1927 · 1928 · 1929 · 1930 · 1931 · 1932 · 1933 · 1934 · 1935 · 1936 · 1937 · 1938 · 1939 · 1940 · 1941 · 1942 · 1943 · 1944 · 1945 · 1946 · 1947 · 1948 · 1949 · 1950 · 1951 · 1952 · 1953 · 1954 · 1955 · 1956 · 1957 · 1958 · 1959 · 1960 · 1961 · 1962 · 1963 · 1964 · 1965 · 1966 · 1967 · 1968 · 1969 · 1970 · 1971 · 1972 · 1973 · 1974 · 1975 · 1976 · 1977 · 1978 · 1979 · 1980 · 1981 · 1982 · 1983 · 1984 · 1985 · 1986 · 1987 · 1988 · 1989 · 1990 · 1991 · 1992 · 1993 · 1994 · 1995 · 1996 · 1997 · 1998 · 1999 · 2000 · 2001 · 2002 · 2003 · 2004 · 2005 · 2006 · 2007 · 2008 · 2009 · 2010 · 2011 · 2012 · 2013 · 2014 · 2015 · 2016 · 2017 · 2018 · 2019 · 2020 · 2021 · 2022 · 2023 · 2024 · 2025